# Pietro Speciale
Pietro Speciale (Palermo, 29 settembre 1876 – Palermo, 9 novembre 1945) è stato uno schermidore italiano, specializzato nel fioretto. Ha vinto una medaglia d'oro ai Giochi olimpici del 1920 ad Anversa nel fioretto a squadre e una d'Argento nel fioretto individuale nel 1912 a Stoccolma.

## Palmarès

### Risultati élite
In carriera ha ottenuto i seguenti risultati:
Giochi olimpici
Individuale
- Argento nel fioretto a Stoccolma 1912

A squadre
- Oro nel fioretto ad Anversa 1920